# I. Miksa bajor választófejedelem
I. Miksa (München, 1573. április 17. – Ingolstadt, 1651. szeptember 27.) bajor herceg 1597-től, bajor választófejedelem 1623-tól haláláig. A harmincéves háború katolikus oldalán harcolók egyik vezéralakjaként ismeretes.

## Élete
Miksa herceg 1573-ban született, apja V. Vilmos bajor herceg (1548–1626), anyja Renáta lotaringiai hercegnő (1544–1602) volt, I. Ferenc lotaringiai herceg leánya. Szülei házasságából tíz gyermek született:
- Kristóf (*/† 1570), kisgyermekként meghalt
- Krisztina (1571–1580), gyermekként meghalt
- Miksa (1573–1651), trónörökös herceg
- Mária Anna (1574–1616), aki 1600-tól Ferdinánd osztrák főherceg, a későbbi II. Ferdinánd német-római császár felesége lett.
- Fülöp Vilmos (1576–1598), Regensburg hercegpüspöke és bíboros diakónusa
- Ferdinánd (1577–1650), Köln választófejedelme, Liège, Münster, Hildesheim és Paderborn hercegpüspöke
- Eleonóra Magdolna (1578–1579), kisgyermekként meghalt
- Károly (1580–1587), gyermekként meghalt
- Albrecht bajor herceg (1584–1666), aki 1612-ben Mechthild von Leuchtenberg (1588–1634) hercegnőt vette feleségül
- Magdolna (1587–1628), aki 1613-ban Wolfgang Vilmos pfalz-neuburgi herceg felesége lett.

Szigorú jezsuita nevelésben részesült, és 1597-ben lemondott édesapját követte Bajorország élén. Miksa első tetteként rendbe tette az eladósodott állam pénzügyeit, és megbízható alapokra helyezte az államigazgatást. Módosította a törvénykönyvet, ütőképes hadsereget szervezett, megszigorította ellenőrzését az egyház és birtokai fölött.
1610-ben a Protestáns Unió ellensúlyozására létrehozta a Katolikus Ligát. Ezt ugyan később átszervezte, hogy gátat szabjon a Habsburg-ház befolyásának, a kitörő harmincéves háborúban 1619-ben mégis Ausztria segítségére sietett. 1620-ban legyőzte a cseheket protestáns királyukkal – egyébként Miksa távoli rokonával, – V. Frigyessel együtt. Tettéért Ausztria hálából neki ígérte Pfalzot, egyéb területekkel együtt.
1622–1623-tól Miksa hadvezére, Johann von Tilly megszerezte Felső- és Rajnai Pfalzot, így a választófejedelemséget is. 1626-ban Miksa serege kiűzte a dán behatolókat az északi német területekről. Ennek ellenére Miksa pozíciója veszélybe került, amikor a Habsburg-ház Albrecht von Wallenstein vezetésével létrehozták az önálló császári hadsereget. Miksa 1630-ban kierőszakolta Wallenstein elbocsátását és seregének feloszlatását, de Svédország hadbaléptekor Wallenstein visszakerült előbbi helyére. Miksa mesterkedéseinek következtében 1634-ben Wallensteint ismét elbocsátották.
Eközben 1632-ben Bajorország területe az új svéd támadók kezére került, és csak 1634-ben, a nördlingeni csata után szabadult fel. Miksa ezek után már megelégedett azzal, hogy saját országát megvédje, és 1647-ben – francia és svéd győzelmeket követően – különbékét volt kénytelen kötni a harcoló ellenfelekkel. Miksa megérte a harmincéves háború végét, és az 1648-as vesztfáliai béke értelmében megtartott választófejedelemségét és Felső-Pfalzot, de a rajnai tartományokat vissza kellett adnia V. Frigyes fiának, I. Károly Lajos pfalzi választófejedelemnek.
Miksa 54 évnyi uralkodása után, 78 éves korában hunyt el. Mivel a fia csak későn született meg, Ferdinánd Mária mindössze 15 évesen örökölte édesapja hagyatékát.